# Комсомольская правда (сайт)
KP.RU — федеральное новостное интернет-издание «Комсомольская правда» на русском языке. Дважды обладатель премии «Золотой сайт» в 2012 и 2013 годах, а также «Премии Рунета» в 2008 и 2020 годах.

## История
Сайт газеты «Комсомольская правда» был создан в 1998 году. Далее, в связи с новыми требованиями законодательства Российской Федерации, он был зарегистрирован Роскомнадзором, как сетевое издание (сайт), получив свидетельство ЭЛ №ФC77-50166 от 15 июня 2021 года.

## Аудитория
Посещаемость KP.RU по данным Liveinternet в 2021 году составляет от 80 до 95 миллионов уникальных посетителей в месяц.
Аудитория социальных сетей KP.RU — 5,7 миллиона подписчиков.

## Показатели деятельности
По данным Amazon Alexa на июль 2021, сайт kp.ru является 30-м по популярности интернет-ресурсом в России.

## Руководство
- Олеся Носова — главный редактор.

## Происшествия
11 февраля 2023 года на сайте появились несогласованные с редакцией тексты о преступлениях российской армии в Украине, незаконной аннексии Крыма Россией и пытках над политиком Алексеем Навальным, однако просуществовали публикации только 10 минут. Разместивший их редактор назвал поступок «искуплением вины».

## Награды
- Премия «Золотой сайт 2012»
- Премия «Золотой сайт 2013»
- «Премия Рунета 2008»
- «Премия Рунета 2020»[3]